# Horná Ves (okres Prievidza)
Horná Ves (Hongaars: Ófelfalu) is een Slowaakse gemeente in de regio Trenčín, en maakt deel uit van het district Prievidza.
Horná Ves telt 1.550 inwoners.